# Konvooi (stripreeks)
Konvooi  is een sciencefictionstripreeks geschreven door Jean David Morvan en getekend door Philippe Buchet.

## Inhoud
De strip draait rond het hoofdpersonage Nävis, een meisje dat als enige overlevende van een neergestort aards ruimteschip op een verre planeet woont. Op een dag wordt de planeet bezocht door een voorbijvliegende vloot schepen, het zogenaamde Konvooi. Het konvooi bestaat uit ontelbare schepen met allerlei rassen buitenaardse wezens. Na de vernietiging van haar planeet en het verlies van haar vriend Houyou wordt Nävis gedwongen deel uit te maken van dit Konvooi. Als enige mens in het Konvooi is Nävis niet zomaar een curiositeit, maar slaagt zij erin agente te worden voor het Konvooi. Haar troef is dat niemand haar gedachten kan lezen. Samen met enkele vrienden zoals de robot Snivel en Bobo voert ze allerlei opdrachten uit.

## Vormgeving
Tekenaar Buchet ziet het als een uitdaging om hoofdpersonage Nävis geen vast uniform te geven en haar herkenbaar te tekenen ondanks de verschillende outfits en kapsels.

## Albums

### Konvooi
1. In vuur en vlam (1999)
2. De privé verzameling (1999)
3. Het raderwerk (2000)
4. Het symbool van demonen (2001)
5. (2002)
6. List en bedrog (2003)
7. Q.H.I. (2004)
8. De menselijke natuur. (2007)
9. Infiltratie. (2010)
10. Terugslag. (2011)
11. De zwevende wereld. (2012)
12. De vrije zone (2013)
13. In gecontroleerde slip (2017)
14. Opruiming! (2018)
15. De privéjacht (2021)
16. Bloedbanden (2022)
17. Bittere Kou (2024)
18. Psycholocauste (nog onvertaald)
19. Temps mort (nog onvertaald)
20. Mise à jour (nog onvertaald)
21. Exfiltration (nog onvertaald)
22. Transfert (nog onvertaald)

buiten de serie: 0.  De Verzamelaar (2002) en 1000 Nävis (2011)

### De jeugdjaren van Nävis
1. Houyo
2. Girodoess
3. De Kwabouwer
4. Op Hol Geslagen
5. Prinses Nävis

### De kronieken van konvooi
1. Jagers van De Koude Grond (2011)
2. Dubbelspel (2014)
3. De Ftoross-Pillen (2014)(nog onvertaald)